# Cheumatopsyche campyla
Cheumatopsyche campyla là một loài Trichoptera trong họ Hydropsychidae. Chúng phân bố ở miền Tân bắc.